# Verónica Valdivia Ortiz de Zárate
Verónica Valdivia Ortiz de Zárate (Santiago, 18 de febrero de 1959) es un historiadora chilena, especializada en historia contemporánea de Chile, en particular del nacionalismo y la derecha a lo largo del siglo XX.

## Estudios
Realizó sus estudios superiores en la Universidad de Santiago de Chile, titulándose como profesora de historia y geografía en 1985. Luego, en esa misma casa de estudios, cursó un magíster en historia (1989) y un doctorado en estudios Americanos (2008).[cita requerida]

## Carrera profesional
Se ha desarrollado como docente en varias instituciones de educación superior, como la Universidad Católica Blas Cañas (actual Universidad Católica Silva Henríquez), la Universidad de Santiago de Chile y la Universidad Diego Portales.[cita requerida]
Su visión de la derecha política chilena, bastante crítica por su inclinación golpista, se distancia de la que ofrece Sofía Correa.[cita requerida] Ha estudiado la influencia del nacionalismo y el corporativismo en el Ejército chileno, las tendencias militaristas en organizaciones como la Milicia Republicana, la crisis en la derecha y el origen del Partido Nacional (PN) y el conflicto entre neoliberales y nacionalistas durante la dictadura militar del general Augusto Pinochet. En su abundante producción historiográfica ha trabajado en conjunto con Julio Pinto Vallejos y Rolando Álvarez Vallejos.[cita requerida]

## Obras

### Libros
- La Milicia Republicana. Los civiles en armas, 1932-1936, Dibam, Santiago, 1992.
- El Golpe después del Golpe. Leigh v/s Pinochet. Chile, 1960-1980. LOM Ediciones, Santiago, 2003.
- Su revolución contra nuestra revolución. Izquierdas y derechas en el Chile de  Pinochet. LOM Ediciones, Santiago, 2006. En coautoría con Rolando Álvarez Vallejos y Julio Pinto Vallejos.
- Su revolución contra nuestra revolución. Vol. II. La pugna marxista-gremialista en los ochenta. LOM Ediciones, Santiago, 2008. En coautoría con Rolando Álvarez Vallejos y Karen Donoso.
- Nacionales y gremialistas. El parto de la nueva derecha política chilena. LOM Ediciones, Santiago, 2008.
- La alcaldización de la política. LOM Ediciones, Santiago, 2013. En coautoría con Rolando Álvarez Vallejos y Karen Donoso Fritz.
- Subversión, coerción y consenso. Creando el Chile del Siglo XX (1918-1938). LOM Ediciones, Santiago, 2017
- Pisagua, 1948. Anticomunismo y militarización política en Chile. LOM Ediciones, Santiago, 2021
- Populsimo en Chile. De Ibáñez a Ibáñez. Tres tomos. LOM Ediciones, Santiago, 2023. En coautoría con Julio Pinto Vallejos, Teresa Gática Pinto, Karen Donoso Fritz y Sebastián Leiva Flores.

### Artículos
- Yo, el León de Tarapacá. Arturo Alessandri Palma, 1915-1932 (1999)
- La historia que no fue: El proyecto social de los oficiales del golpe (2000)
- Estatismo y neoliberalismo: Un contrapunto militar (Chile, 1973-1979) (2001)
- Por los fueros de la patria: ¿Qué patria? Los trabajadores pampinos en la época del centenario (2003)
- Patria y clase en los albores de la identidad pampina (1860-1890) (escrito junto con Julio Pinto Vallejos) (2003)
- ¡Estamos en guerra, señores! El régimen militar de Pinochet y el "pueblo" (1973-1980) (2010)
- El Santiago de Ravinet: Despolitización y consolidación del proyecto dictatorial en el Chile de los noventa (2013)
- La derecha pinochetista en el post-pinochetismo: Auge y crisis del 'Lavinismo', 2000-2004 (2016)
- "Los tengo plenamente identificados": Seguridad interna y control social en Chile (2017)
- La "alcaldización de la política" en la post-dictadura pinochetista. Las comunas de Santiago, Las Condes y Pudahuel (2018)
- ¿Populismo en Chile?: De Ibáñez a Ibáñez, 1927-1958 (2018)